# Philonicus ionescui
Philonicus ionescui là một loài ruồi trong họ Asilidae. Philonicus ionescui được Tsacas & Weinberg miêu tả năm 1977. Loài này phân bố ở vùng Cổ Bắc giới và châu Á.